# アオゾウ地帯

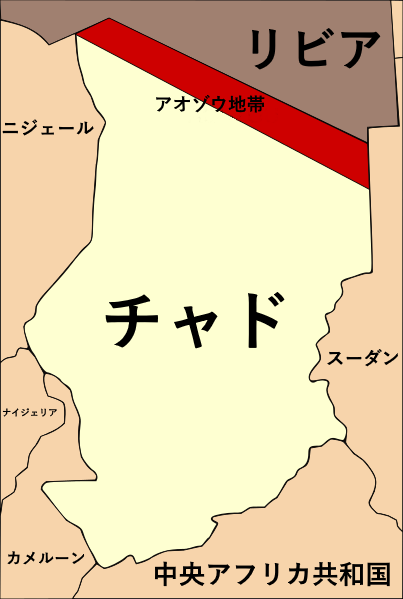
チャドにおけるアオゾウ地帯の位置

アオゾウ地帯（アオゾウちたい、アラビア語: قطاع أوزو、フランス語: Bande d'Aozou [ˈaʊzuː]）は、チャド北部の、リビアとの国境に沿った幅約100キロメートルの帯状の土地である。チャドのティベスティ州、西エネディ州、東エネディ州にまたがり、面積は約11万4千平方キロメートルである。アオゾウとは、この地域に含まれるティベスティ州のオアシスの名前である。この地域をめぐってチャド・リビア紛争が発生した。

## 前史

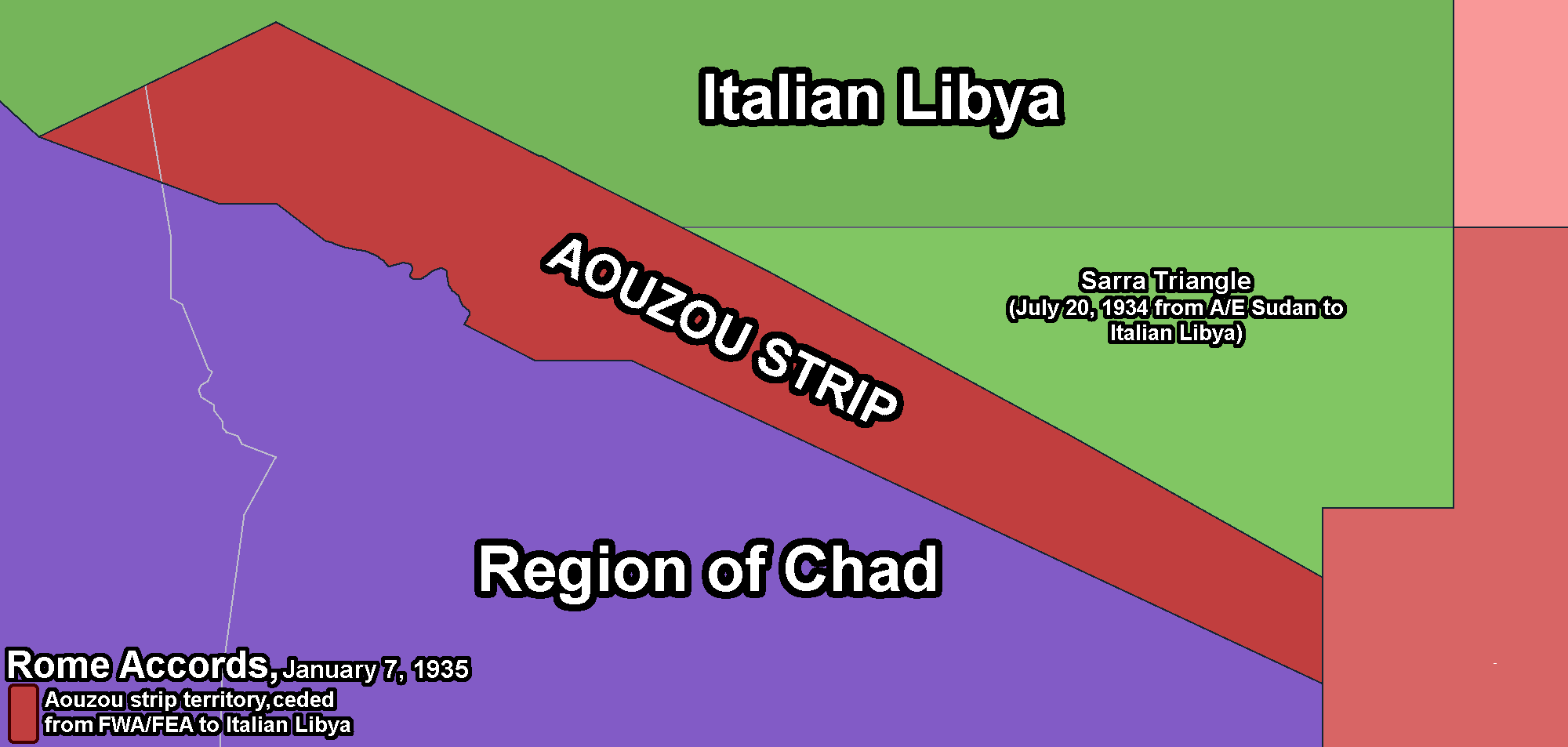
アオゾウ地帯周辺

アオゾウ地帯は、第一次世界大戦後の講和会議において初めて定義された。1919年のパリ講和会議で、イタリアはドイツの植民地を一切受け取らず、その代わりにイギリスからオルトレジュバを、フランスからサハラ砂漠の領土の一部をイタリア領リビアに割譲することで合意された。
1920年代に様々な会議が行われたのち、1935年にフランス外相ピエール・ラヴァルとイタリア首相ベニート・ムッソリーニの間でローマ協定が結ばれた。その中に、フランス領チャドのアオゾウ地帯をイタリア領リビアに割譲する条項が含まれていた。フランスがこの地域をイタリアに譲渡したのは、フランス保護領チュニジアにおけるイタリア人の地位に関する問題を解決すること、ニースに対するイタリアの領有主張を撤回させること、フランス・イギリス・イタリアが連携（ストレーザ戦線）してイタリアがナチスドイツに接触するのを防ぐことが目的だった。
この2年後、イタリアがナチスドイツと鋼鉄協約を締結し、フランスとイタリアの協力関係は崩壊したため、ローマ協定の批准書は交換されないままとなった。それにも関わらず、ローマ協定に規定された国境は、慣習的にリビア南部の国境として取り扱われていた。
リビアは、第二次世界大戦後の英仏共同統治を経て1951年にリビア連合王国として独立した。1955年、リビアとフランスの間で、アオゾウ地帯はフランス領とする条約が締結された。チャドは、フランス共同体下の自治政府を経て1960年に独立した。

## 歴史
この地域には豊富なウラン鉱脈があるとして、リビアは1973年にアオゾウ地帯に侵攻し、チャド・リビア紛争に発展した。
リビア側は、この地域に住んでいた住民はサヌーシー教団に臣従しており、その後オスマン帝国に臣従し、その権限はリビアが引き継いだと主張した。また、1935年のローマ協定による国境も主張の根拠とした。一方チャド側は、両国の有効な国境は1955年にフランスとリビアが結んだ条約に基づくものであり、これは1899年にイギリスとフランスが結んだ「勢力圏」に関する協定に基づくものだと主張した。
1973年前半、アオゾウ地帯全土をリビア軍が占領した。1987年、チャド・リビア紛争の最終局面であるいわゆる「トヨタ戦争」において、チャド軍が攻勢をかけ、一時的にアオゾウ地帯からリビア軍がほぼ一掃された。1987年に停戦となり、その後数年間両国の間で交渉が行われたが、不調に終わった。最終的に、1994年の国際司法裁判所の判決で、アオゾウ地帯に対するチャドの主権が16対1の多数決で認められ、リビアの主張は退けられた。
国連安全保障理事会は、アオゾウ地帯に残るリビア軍の残党の撤退を監視するため、1994年5月の安保理決議915により国際連合アオゾウ帯監視団を設置した。撤退完了後の同年6月に、安保理決議926により解散した。